# Casals (Òlt)
Casals (en francès Cazals) és un municipi francès situat al departament de l'Òlt i a la regió d'Occitània.

## Demografia
| 1962                                       | 1968 | 1975 | 1982 | 1990 | 1999 | 2005 | 2007 |
| ------------------------------------------ | ---- | ---- | ---- | ---- | ---- | ---- | ---- |
| 436                                        | 449  | 458  | 472  | 538  | 576  | 627  | 650  |
| Des de 1962: població sense dobles comptes |      |      |      |      |      |      |      |

## Administració
| Període   | Identitat      | Partit |
| --------- | -------------- | ------ |
| 1965-1995 | Jean Milhau    | PRG    |
| 1995-2001 | Josette Delord |        |
| 2001-     | Thierry Martin | PS     |